# Alexander Ziervogel
Alexander Ziervogel (20 gennaio 1981) è un ex calciatore austriaco, di ruolo centrocampista.

## Carriera
Inizia la sua carriera da professionista con il Fussballclub Admira Wacker Mödling (unica squadra con cui giocherà nella massima serie austriaca) dove rimane per sette stagioni, di cui cinque in Bundesliga.